# Center for Defense Information
Le Center for Defense Information (signifiant centre pour l'information de la défense) ou CDI est une organisation qui se réclame sans profit et non partisane, basée à Washington, capitale des États-Unis. Elle est spécialisée dans l'analyse et le conseil sur des sujets militaires. CDI est fondé en 1971 par un groupe indépendant d'officiers militaires à la retraite, incluant l'amiral Gene La Rocque (en) et l'amiral Eugene Carroll (en).